# Großer Preis der USA 1961
Der Große Preis der USA 1961 (offiziell IV United States Grand Prix) fand am 8. Oktober auf dem Watkins Glen International in Watkins Glen statt und war das achte und letzte Rennen der Automobil-Weltmeisterschaft 1961.

## Bericht

### Hintergrund
Nach dem tödlichen Unfall von Wolfgang Graf Berghe von Trips beim Großen Preis von Italien 1961 verzichtete Ferrari aus Respekt gegenüber dem Verstorbenen auf eine Teilnahme am Großen Preis der USA, dem Saisonfinale. Außerdem war für Ferrari sowohl die Fahrerweltmeisterschaft als auch die Konstrukteursweltmeisterschaft bereits entschieden. Ferrari-Fahrer Phil Hill stand mit einem Punkt Vorsprung auf Graf Berghe von Trips als Fahrerweltmeister fest, in der Konstrukteurswertung hatte das Team die mit der Streichresultateregelung maximal mögliche Punktzahl erreicht. Bereits im Vorjahr verzichtete Ferrari auf eine Teilnahme am Rennen, da war der Grund jedoch mangelnde Konkurrenzfähigkeit und fehlende Chancen auf die Titel.
Zum ersten Mal in der Automobilweltmeisterschaft fand der Große Preis der USA in Watkins Glen statt, nachdem jeweils einmal auf dem Sebring International Raceway und dem Riverside International Raceway gefahren worden war. Watkins Glen wurde ab 1961 dauerhafter Austragungsort des Großen Preises der USA und blieb dies bis 1975. Allerdings war einige Monate vor dem Rennen noch nicht sicher, ob es stattfinden wird, erst am 28. August gab es eine offizielle Bestätigung, dass der Grand Prix ein Teil der Automobilweltmeisterschaft ist.
Durch die Abwesenheit des bis dahin dominierenden Teams Ferrari bot sich für die anderen Top-Teams die Chance auf einen Sieg. B.R.M. meldete Tony Brooks und Graham Hill, Brooks beendete anschließend seine Karriere, Graham Hill fuhr auch die nächsten Jahre für B.R.M. und wurde im folgenden Jahr mit diesem Team Fahrerweltmeister. Cooper fuhr ein letztes Mal mit der Fahrerpaarung Jack Brabham und Bruce McLaren, die in den früheren Jahren die größten Erfolge für das Team erreicht hatten. McLaren blieb weiterhin bei Cooper, Brabham trennte sich jedoch von dem Team, mit dem er 1959 und 1960 Weltmeister wurde und gründete seinen eigenen Rennstall, bei dem er bis zu seinem Karriereende 1970 fuhr. Bei Lotus fuhr neben Jim Clark Innes Ireland ein letztes Mal für das Team, er wechselte in der folgenden Saison zum UDT Laystall Racing Team und fuhr in den folgenden Jahren private Wagen. Lediglich Porsche behielt seine Fahrerpaarung bei und fuhr auch 1962 mit Jo Bonnier und Dan Gurney.
Andere Teams und Fahrer waren mit privaten Wagen gemeldet, vorwiegend Lotus-Fahrzeuge, aber auch einige private Cooper. Nachdem Stirling Moss den neuen Climax-Motor im Training testete, aber den alten Motor fürs Rennen bevorzugte, da er mit diesem ein besseres Fahrzeugverhalten hatte, verblieb nur Jack Brabham, der den neuen V8-Motor in seinem Wagen hatte. Moss bestritt das letzte Rennen seiner langen und erfolgreichen Karriere, da er bei der nicht zur Automobilweltmeisterschaft zählenden Glover Trophy im April 1962 schwer verunglückte und seine Karriere aus diesem Grund beendete. Das Yeoman Credit Racing Team verlängerte die Verträge seiner Fahrer John Surtees und Roy Salvadori, allerdings meldete das Team das letzte Mal private Cooper für einen Grand Prix und verwendete ab der folgenden Saison Wagen des Konstrukteurs Lola Cars. Das UDT Laystall Racing Team meldete Masten Gregory, der auch in der folgenden Saison für sie fuhr, und Olivier Gendebien, der sich anschließend aus der Automobilweltmeisterschaft zurückzog und seine Karriere in der Sportwagen-Weltmeisterschaft fortsetzte. Außerdem waren mehrere US-amerikanische Fahrer und Teams für den Großen Preis der USA gemeldet. Hap Sharp, Roger Penske und Walt Hansgen debütierten, Jim Hall fuhr sein einziges Saisonrennen, Peter Ryan sein einziges Rennen im Rahmen der Automobilweltmeisterschaft. Lloyd Ruby, Teilnehmer des Indianapolis 500 1960, fuhr sein zweites und letztes Rennen.
Vor dem Großen Preis der USA fanden drei nicht zur Automobilweltmeisterschaft zählende Rennen statt. Ireland gewann auf Lotus das Flugplatzrennen in Zeltweg, Moss auf Ferguson den Gold Cup und Tony Marsh auf B.R.M. die Lewis-Evans-Trophy in Brands Hatch. Mit Moss und McLaren nahmen zwei ehemalige Sieger am Rennen teil, Cooper und Lotus waren als Konstrukteure jeweils einmal erfolgreich.

### Training
Nach einer Serie von sechs Pole-Positions für Ferrari in Folge wurde der erste Startplatz beim Großen Preis der USA zwischen Cooper, Lotus und B.R.M. entschieden. Brabham war der Konkurrenz mit seinem neuen V8-Aggregat überlegen und erreichte seine einzige Pole-Position der Saison für Cooper. Dabei war er eine Sekunde schneller als die Konkurrenz. Auf Platz zwei qualifizierte sich Graham Hill, der damit den Aufwärtstrend von B.R.M. der letzten Rennen fortsetzte. Nachdem B.R.M. bereits regelmäßig Punkteplatzierungen erreicht hatte, schloss man somit auch den Abstand zur Konkurrenz und hatte einen siegfähigen Wagen. Moss, der sich während des Trainings entschied, den alten Climax-Motor in seinem Wagen zu verwenden, fiel gegen Trainingsende auf Platz drei zurück und startete das Rennen vor McLaren, Clark und Brooks. Gurney qualifizierte seinen Porsche auf Rang sieben vor Ireland, Surtees und dem Teamkollegen Bonnier. Die amerikanischen Fahrer belegten überwiegend Plätze im hinteren Feld, bester von ihnen war Ryan auf Position 13.
Während des Trainings kam es zu zwei Unfällen. Gendebien verlor in einer Kurve die Kontrolle über seinen Wagen und überschlug sich. Dabei wurde er aus dem Fahrzeug geschleudert, überstand den Unfall aber mit leichten Verletzungen und nahm am Rennen teil. Der zweite Unfall ereignete sich in der Kurve South Loop, als die Lenkung von Irelands Lotus brach und er sich von der Strecke drehte. Später bekam er noch Getriebeprobleme, die aber rechtzeitig vor dem Rennen behoben wurden.

### Rennen
Das Startduell gewann Brabham gegen Moss und Graham Hill. Moss überholte noch in der ersten Rennrunde Brabham und führte die ersten fünf Runden. Während Graham Hill am Start mehrere Positionen verlor, verbesserte sich Ireland von Startplatz acht auf Rang drei und blieb anschließend hinter Moss und Brabham. Graham Hill lag auf Position vier vor Gurney, Gregory und McLaren. Bereits in der ersten Rennrunde schied Surtees mit einem Motorschaden aus. In der dritten Rennrunde drehte sich Ireland auf einer Öllache, wurde aber von keinem der nachfolgenden Fahrzeuge getroffen. Neuer Dritter war McLaren, nachdem er Gregory, Gurney und Graham Hill überholt hatte. Ireland lag nach seinem Dreher auf Platz zehn, überholte bis zur zehnten Runde jedoch mehrere Wagen und lag anschließend hinter McLaren auf Platz vier.
Moss und Brabham duellierten sich in den ersten Rennrunden um die Führung und wechselten sie oft. Brabham überholte Moss in Runde sechs und blieb bis zur Runde 15 vorn. Dann lag Moss für einen Umlauf vorn, Brabham konterte jedoch. Anschließend wechselte die Führung noch fünfmal zwischen den beiden Fahrern, bis Brabham in Runde 34 Wasser an seinem Wagen verlor, was zu einer Überhitzung des Motors führte. Einige Zeit später fiel Brabham hinter Moss zurück und kam an die Box, um Wasser nachfüllen zu lassen. Das Problem war damit gelöst, aber der Motor hatte bereits zu viel Schaden genommen und Brabham stellte den Wagen ab. Brabham fuhr jedoch die schnellste Rennrunde, seine einzige der Saison. Vorher war Hansgen verunfallt und Gregory mit einem Getriebeschaden ausgeschieden. Nur eine Runde nach Brabham hatte auch Moss einen Motorschaden und gab sein letztes Rennen in der Automobilweltmeisterschaft in Führung liegend auf. Da auch Graham Hill technische Probleme an seinem Wagen hatte, übernahm Ireland den ersten Platz und verteidigte ihn bis zum Rennende gegen Gurney.
Ireland führte das letzte Mal ein Rennen an und erreichte beim Großen Preis der USA 1961 seinen einzigen Sieg in der Automobilweltmeisterschaft. Dies war zudem auch seine letzte Podest-Platzierung. Für Lotus war es der erste Sieg in der Teamgeschichte, nachdem man zuvor mehrfach als Konstrukteur erfolgreich war. Insgesamt gewann Lotus als Konstrukteur das dritte Saisonrennen, alle anderen wurden von Ferrari gewonnen. Salvadori lag am Ende des Rennens auf dem zweiten Platz, ein Motorschaden drei Runden vor Ende beendete aber sein Rennen und die Chance einen Podestplatz zu erreichen. Damit erreichte Gurney den zweiten Platz und Brooks beendete seine Karriere mit einem dritten Platz. McLaren wurde Vierter vor Graham Hill und Bonnier. Clark verpasste die Punkteränge auf Rang sieben, achter wurde Penske vor Ryan und Sharp.
In der Fahrerwertung verbesserte sich Gurney auf den vierten Platz, punktgleich mit Moss, der es zum siebten Mal in Folge in der Fahrerwertung unter die besten drei geschafft hatte. In der Konstrukteurswertung sicherte Lotus den zweiten Rang hinter Ferrari, Dritter wurde Porsche vor Cooper und B.R.M.

## Meldeliste
| Team                       | Nr. | Fahrer            | Chassis     | Motor                       | Reifen |
| -------------------------- | --- | ----------------- | ----------- | --------------------------- | ------ |
| Cooper Car Company         | 01  | Jack Brabham      | Cooper T58  | Climax 1.5 V8               | D      |
| Cooper Car Company         | 01  | Jack Brabham      | Cooper T55  | Climax 1.5 L4               | D      |
| Cooper Car Company         | 02  | Bruce McLaren     | Cooper T55  | Climax 1.5 L4               | D      |
| Hap Sharp                  | 03  | Hap Sharp         | Cooper T53  | Climax 1.5 L4               | D      |
| Owen Racing Organisation   | 04  | Graham Hill       | BRM P48/57  | Climax 1.5 L4               | D      |
| Owen Racing Organisation   | 05  | Tony Brooks       | BRM P48/57  | Climax 1.5 L4               | D      |
| John M. Wyatt III          | 06  | Roger Penske      | Cooper T53  | Climax 1.5 L4               | D      |
| Rob Walker Racing Team     | 07  | Stirling Moss     | Lotus 18/21 | Climax 1.5 L4 Climax 1.5 V8 | D      |
| Porsche System Engineering | 11  | Jo Bonnier        | Porsche 718 | Porsche 1.5 B4              | D      |
| Porsche System Engineering | 12  | Dan Gurney        | Porsche 718 | Porsche 1.5 B4              | D      |
| Team Lotus                 | 14  | Jim Clark         | Lotus 21    | Climax 1.5 L4               | D      |
| Team Lotus                 | 15  | Innes Ireland     | Lotus 21    | Climax 1.5 L4               | D      |
| J. Wheeler Autosport       | 16  | Peter Ryan        | Lotus 18/21 | Climax 1.5 L4               | D      |
| Jim Hall                   | 17  | Jim Hall          | Lotus 18/21 | Climax 1.5 L4               | D      |
| Yeoman Credit Racing Team  | 18  | John Surtees      | Cooper T53  | Climax 1.5 L4               | D      |
| Yeoman Credit Racing Team  | 19  | Roy Salvadori     | Cooper T53  | Climax 1.5 L4               | D      |
| UDT Laystall Racing Team   | 21  | Olivier Gendebien | Lotus 18/21 | Climax 1.5 L4               | D      |
| UDT Laystall Racing Team   | 22  | Masten Gregory    | Lotus 18/21 | Climax 1.5 L4               | D      |
| J. Frank Harrison          | 26  | John Surtees      | Lotus 18    | Climax 1.5 L4               | D      |
| J. Frank Harrison          | 26  | Lloyd Ruby        | Lotus 18    | Climax 1.5 L4               | D      |
| Momo Corporation           | 60  | Walt Hansgen      | Cooper T53  | Climax 1.5 L4               | D      |

Anmerkungen
1. ↑  Brabham fuhr den Cooper T58 mit der Nummer 1 in den Trainingssitzungen und startete damit das Rennen. Der Cooper T55 kam nur im Training zum Einsatz.
2. ↑  Moss fuhr den Lotus mit der Nummer 7 mit beiden Motoren in den Trainingssitzungen und startete das Rennen mit dem Climax 1.5 L4 Aggregat.
3. 1 2  Surtees war für zwei Teams gemeldet, fuhr jedoch nur den Cooper mit der Nummer 18 in den Trainingssitzungen und im Rennen. Ruby fuhr den Lotus mit der Nummer 26.

## Klassifikationen

### Startaufstellung
| Pos. | Fahrer            | Konstrukteur  | Zeit   | Ø-Geschwindigkeit | Start |
| ---- | ----------------- | ------------- | ------ | ----------------- | ----- |
| 01   | Jack Brabham      | Cooper-Climax | 1:17,0 | 176,73 km/h       | 01    |
| 02   | Graham Hill       | B.R.M.-Climax | 1:18,1 | 174,24 km/h       | 02    |
| 03   | Stirling Moss     | Lotus-Climax  | 1:18,2 | 174,02 km/h       | 03    |
| 04   | Bruce McLaren     | Cooper-Climax | 1:18,2 | 174,02 km/h       | 04    |
| 05   | Jim Clark         | Lotus-Climax  | 1:18,3 | 173,79 km/h       | 05    |
| 06   | Tony Brooks       | B.R.M.-Climax | 1:18,3 | 173,79 km/h       | 06    |
| 07   | Dan Gurney        | Porsche       | 1:18,6 | 173,13 km/h       | 07    |
| 08   | Innes Ireland     | Lotus-Climax  | 1:18,8 | 172,69 km/h       | 08    |
| 09   | John Surtees      | Cooper-Climax | 1:18,9 | 172,47 km/h       | 09    |
| 10   | Jo Bonnier        | Porsche       | 1:18,9 | 172,47 km/h       | 10    |
| 11   | Masten Gregory    | Lotus-Climax  | 1:19,1 | 172,04 km/h       | 11    |
| 12   | Roy Salvadori     | Cooper-Climax | 1:19,2 | 171,82 km/h       | 12    |
| 13   | Peter Ryan        | Lotus-Climax  | 1:20,0 | 170,10 km/h       | 13    |
| 14   | Walt Hansgen      | Cooper-Climax | 1:20,4 | 169,25 km/h       | 14    |
| 15   | Olivier Gendebien | Lotus-Climax  | 1:20,5 | 169,04 km/h       | 15    |
| 16   | Roger Penske      | Cooper-Climax | 1:20,6 | 168,83 km/h       | 16    |
| 17   | Hap Sharp         | Cooper-Climax | 1:21,0 | 168,00 km/h       | 17    |
| 18   | Jim Hall          | Lotus-Climax  | 1:21,8 | 166,36 km/h       | 18    |
| 19   | Lloyd Ruby        | Lotus-Climax  | 1:21,8 | 166,36 km/h       | 19    |

### Rennen
| Pos. | Fahrer            | Konstrukteur  | Runden | Stopps | Zeit       | Start | Schnellste Runde |
| ---- | ----------------- | ------------- | ------ | ------ | ---------- | ----- | ---------------- |
| 01   | Innes Ireland     | Lotus-Climax  | 100    |        | 2:13:45,8  | 08    | 1:18,5           |
| 02   | Dan Gurney        | Porsche       | 100    |        | + 4,3      | 07    | 1:18,5           |
| 03   | Tony Brooks       | B.R.M.-Climax | 100    |        | + 49,0     | 06    | 1:18,7           |
| 04   | Bruce McLaren     | Cooper-Climax | 100    |        | + 58,0     | 04    | 1:19,5           |
| 05   | Graham Hill       | B.R.M.-Climax | 99     |        | + 1 Runde  | 02    | 1:18,5           |
| 06   | Jo Bonnier        | Porsche       | 98     |        | + 2 Runden | 10    | 1:19,1           |
| 07   | Jim Clark         | Lotus-Climax  | 96     |        | + 4 Runden | 05    | 1:18,6           |
| 08   | Roger Penske      | Cooper-Climax | 96     |        | + 4 Runden | 16    | 1:21,5           |
| 09   | Peter Ryan        | Lotus-Climax  | 96     |        | + 4 Runden | 13    | 1:21,2           |
| 10   | Hap Sharp         | Cooper-Climax | 93     |        | + 7 Runden | 17    | 1:21,7           |
| 11   | Olivier Gendebien | Lotus-Climax  | 92     |        | + 8 Runden | 15    | 1:24,0           |
| –    | Roy Salvadori     | Cooper-Climax | 96     |        | DNF        | 12    | 1:18,7           |
| –    | Jim Hall          | Lotus-Climax  | 76     |        | DNF        | 18    | 1:23,7           |
| –    | Lloyd Ruby        | Lotus-Climax  | 76     |        | DNF        | 19    | 2:21,4           |
| –    | Stirling Moss     | Lotus-Climax  | 58     |        | DNF        | 03    | 1:18,6           |
| –    | Jack Brabham      | Cooper-Climax | 57     |        | DNF        | 01    | 1:18,2           |
| –    | Masten Gregory    | Lotus-Climax  | 23     |        | DNF        | 11    | 1:20,0           |
| –    | Walt Hansgen      | Cooper-Climax | 14     |        | DNF        | 14    | 1:24,9           |
| –    | John Surtees      | Cooper-Climax | 0      |        | DNF        | 09    | –                |

## WM-Stände nach dem Rennen
Die ersten sechs des Rennens bekamen 9, 6, 4, 3, 2, 1 Punkte. Es zählten nur die fünf besten Ergebnisse aus acht Rennen. In der Konstrukteurswertung bekamen die ersten sechs des Rennens 8, 6, 4, 3, 2, 1 Punkte, es zählten dabei nur die Punkte des bestplatzierten Fahrers eines Teams.

### Fahrerwertung
| Pos. | Fahrer                           | Konstrukteur    | Punkte  |
| ---- | -------------------------------- | --------------- | ------- |
| 01   | Phil Hill                        | Ferrari         | 34 (38) |
| 02   | Wolfgang Graf Berghe von Trips † | Ferrari         | 33      |
| 03   | Stirling Moss                    | Lotus-Climax    | 21      |
| 04   | Dan Gurney                       | Porsche         | 21      |
| 05   | Richie Ginther                   | Ferrari         | 16      |
| 06   | Innes Ireland                    | Lotus-Climax    | 12      |
| 07   | Jim Clark                        | Lotus-Climax    | 11      |
| 08   | Bruce McLaren                    | Cooper-Climax   | 11      |
| 09   | Giancarlo Baghetti               | Ferrari         | 9       |
| 10   | Tony Brooks                      | B.R.M.-Climax   | 6       |
| 11   | Jack Brabham                     | Cooper-Climax   | 4       |
| 12   | John Surtees                     | Cooper-Climax   | 4       |
| 13   | Olivier Gendebien                | Ferrari / Lotus | 3       |
| 14   | Jackie Lewis                     | Cooper-Climax   | 3       |
| 15   | Jo Bonnier                       | Porsche         | 3       |
| 16   | Graham Hill                      | B.R.M.-Climax   | 3       |
| 17   | Roy Salvadori                    | Cooper-Climax   | 2       |
| 18   | Maurice Trintignant              | Cooper-Maserati | 0       |
| 19   | Carel Godin de Beaufort          | Porsche         | 0       |
| 20   | Cliff Allison                    | Lotus-Climax    | 0       |
| 21   | Lorenzo Bandini                  | Cooper-Maserati | 0       |
| 22   | Roger Penske                     | Cooper-Maserati | 0       |
| 23   | Hans Herrmann                    | Porsche         | 0       |
| 24   | Peter Ryan                       | Lotus-Climax    | 0       |
| 25   | Masten Gregory                   | Cooper-Climax   | 0       |
| 26   | Henry Taylor                     | Lotus-Climax    | 0       |

| Pos. | Fahrer             | Konstrukteur           | Punkte |
| ---- | ------------------ | ---------------------- | ------ |
| 27   | Tim Parnell        | Lotus-Climax           | 0      |
| 28   | Hap Sharp          | Cooper-Climax          | 0      |
| 29   | Michael May        | Lotus-Climax           | 0      |
| 30   | Tony Maggs         | Lotus-Climax           | 0      |
| 31   | Ian Burgess        | Lotus-Climax           | 0      |
| 32   | Renato Pirocchi    | Cooper-Maserati        | 0      |
| 33   | Trevor Taylor      | Lotus-Climax           | 0      |
| 34   | Keith Greene       | Gilby-Climax           | 0      |
| 35   | Tony Marsh         | Lotus-Climax           | 0      |
| 36   | Gerry Ashmore      | Lotus-Climax           | 0      |
| 37   | Wolfgang Seidel    | Lotus-Climax           | 0      |
| –    | Lucien Bianchi     | Lotus-Climax           | 0      |
| –    | Willy Mairesse     | Lotus-Climax / Ferrari | 0      |
| –    | Bernard Collomb    | Cooper-Climax          | 0      |
| –    | Jack Fairman       | Cooper-Climax          | 0      |
| –    | Giorgio Scarlatti  | De Tomaso-Osca         | 0      |
| –    | Massimo Natili     | Cooper-Maserati        | 0      |
| –    | Ricardo Rodríguez  | Ferrari                | 0      |
| –    | Brian Naylor       | JBW-Climax             | 0      |
| –    | Nino Vaccarella    | De Tomaso-Alfa Romeo   | 0      |
| –    | Roberto Lippi      | De Tomaso-Osca         | 0      |
| –    | Roberto Bussinello | De Tomaso-Alfa Romeo   | 0      |
| –    | Gaetano Starrabba  | Lotus-Maserati         | 0      |
| –    | Jim Hall           | Lotus-Climax           | 0      |
| –    | Lloyd Ruby         | Lotus-Climax           | 0      |
| –    | Walt Hansgen       | Cooper-Climax          | 0      |

### Konstrukteurswertung
| Pos. | Konstrukteur  | Punkte  |
| ---- | ------------- | ------- |
| 01   | Ferrari       | 45 (57) |
| 02   | Lotus-Climax  | 32      |
| 03   | Porsche       | 22 (23) |
| 04   | Cooper-Climax | 14 (18) |

| Pos. | Konstrukteur    | Punkte |
| ---- | --------------- | ------ |
| 05   | B.R.M.-Climax   | 7      |
| –    | Cooper-Maserati | 0      |
| –    | Gilby-Climax    | 0      |
| –    | De Tomaso-OSCA  | 0      |